# Dżasztyk-Ak-Ałtyn Karasuu
Dżasztyk-Ak-Ałtyn Karasuu (kirg. Футбол клубу «Жаштык-Ак-Алтын» Кара-Суу) – kirgiski klub piłkarski, mający siedzibę w mieście Karasuu, w południowo-zachodniej części kraju.

## Historia
Chronologia nazw:
- 1992: Aka-Ałtyn Karasuu (ros. «Ака-Алтын» Кара-Суу)
- 1994: Ak-Ałtyn Karasuu (ros. «Ак-Алтын» Кара-Суу)
- 1998: Dżasztyk-Ak-Ałtyn Karasuu (ros. «Жаштык-Ак-Алтын» Кара-Суу)

Piłkarski klub Aka-Ałtyn został założony w miejscowości Karasuu w roku 1992. W 1992 zespół startował w rozgrywkach o Puchar Kirgistanu, gdzie dotarł do 1/16 finału. W 1993 zwyciężył w grupie południowej Pierwszej Ligi. W 1994 zmienił nazwę na Ak-Ałtyn Karasuu i debiutował w Wyższej Lidze, w której zajął 10.miejsce. W 1998 po fuzji z Dżasztyk Osz przyjął nazwę Dżasztyk-Ak-Ałtyn Karasuu. W 2000 był czwartym w końcowej klasyfikacji, ale tak jak medaliści odmówili uczestnictwa to prezentował Kirgistan w Pucharze WNP 2001 roku. W 2001 zdobył wicemistrzostwo kraju i po rezygnacji SKA-PWO Biszkek debiutował w Azjatyckiej Lidze Mistrzów sezonu 2002/03. W 2003 zdobył złote medale mistrzostw, a potem przez kolejne 4 lata zajmował drugą pozycję. W 2010 klub odmówił udziału w mistrzostwach z powodu niestabilności politycznej.

## Sukcesy

### Trofea międzynarodowe
| \| \| Zdobyte trofea w rozgrywkach międzynarodowych (stan na: 31-12-2015) \| |                                                                     |      |          |
| Rozgrywki                                                                    | Osiągnięcie                                                         | Razy | Sezon(y) |
| · Liga Mistrzów AFC                                                          | zdobywca                                                            | 0    |          |
| · Liga Mistrzów AFC                                                          | finalista                                                           | 0    |          |
| · Liga Mistrzów AFC                                                          | 2 runda kw.                                                         | 1    | 2002/03  |
| Puchar AFC                                                                   | zdobywca                                                            | 0    |          |
| Puchar AFC                                                                   | finalista                                                           | 0    |          |
| Azjatycki Puchar Zdobywców                                                   | zdobywca                                                            | 0    |          |
| Azjatycki Puchar Zdobywców                                                   | finalista                                                           | 0    |          |
| Puchar Prezydenta AFC                                                        | zdobywca                                                            | 0    |          |
| Puchar Prezydenta AFC                                                        | finalista                                                           | 0    |          |
| FIFA                                                                         | Zdobyte trofea w rozgrywkach międzynarodowych (stan na: 31-12-2015) |      |          |

### Trofea krajowe
| \| \| Zdobyte trofea w rozgrywkach Kirgistanu (stan na: 31-12-2015) \| |                                                               |      |                                          |
| Rozgrywki                                                              | Osiągnięcie                                                   | Razy | Sezon(y)                                 |
| Mistrzostwo                                                            | I miejsce                                                     | 1    | 2003                                     |
| Mistrzostwo                                                            | II miejsce                                                    | 2    | 2001, 2002                               |
| Mistrzostwo                                                            | III miejsce                                                   | 6    | 1999, 2004, 2005, 2006, 2007, 2009       |
| Puchar                                                                 | zdobywca                                                      | 0    |                                          |
| Puchar                                                                 | finalista                                                     | 7    | 2001, 2002, 2003, 2004, 2005, 2006, 2008 |
| II liga                                                                | I miejsce                                                     | ?    |                                          |
| II liga                                                                | II miejsce                                                    | ?    |                                          |
| II liga                                                                | III miejsce                                                   | ?    |                                          |
| Kirgistan                                                              | Zdobyte trofea w rozgrywkach Kirgistanu (stan na: 31-12-2015) |      |                                          |

### Inne trofea
- Puchar WNP:
  - 4.miejsce w grupie: 2001, 2004

## Stadion
Klub rozgrywa swoje mecze domowe na stadionie Centralnym w Karasuu, który może pomieścić 6000 widzów.